# Hammaptera fulvifusa
Hammaptera fulvifusa är en fjärilsart som beskrevs av W. Warren 1897. Hammaptera fulvifusa ingår i släktet Hammaptera och familjen mätare. Inga underarter finns listade i Catalogue of Life.